# Vejle Stadsarkiv
Vejle Stadsarkiv er forvaltningsarkiv for Vejle Kommune i henhold til Arkivlovens § 7 og lokalhistorisk arkiv for Vejle by. Arkivet fungerer som Vejle Kommunes fælles dokumentations- og videnscenter, der dokumenterer begivenheder og forhold i Vejle Kommune i fortid og nutid. For at kunne det indsamler og opbevarer arkivet papirer, e-arkiver, fotografier, film, lydoptagelser med videre, der fortæller om og dokumenterer Vejleegnens historie.
Arkivets viden og dokumentation stilles til rådighed for alle interesserede på arkivets læsesal efter arkivlovens regler om tilgængelighed.
Materiale og viden stammer fra kommunens forskellige forvaltninger og institutioner samt fra foreninger, virksomheder, og enkeltpersoner m.fl., der afleverer deres arkivalier med videre til stadsarkivet